# John-Henry Krueger
John-Henry Krueger, né le 27 mars 1995 à Pittsburgh, est un patineur de vitesse sur piste courte américain et hongrois.

## Biographie
Son père est entraîneur de patinage artistique. Son grand frère, Cole Krueger, et lui ne sont pas intéressés par le patinage artistique ni le hockey, mais s'amusent souvent à faire la course l'un contre l'autre. Pendant une session de patinage ouverte au public, quelqu'un leur propose de rejoindre le club local de patinage de vitesse.
Il commence le patinage de vitesse sur piste courte en 2000 à Pittsburgh. Il s'entraîne six à huit heures par jour avec l'équipe nationale coréenne à Séoul ; il se fait appeler Yuehan en Corée. Il enfile toujours ses patins en commençant par le pied gauche.

## Carrière
En 2012, il est quatrième du classement général des Championnats du monde junior, avec trois médailles à son actif. Pendant la saison 2013-2014, il participe à l'équipe de relais masculine qui fait trois podiums en Coupe du monde.
En 2014, à dix-huit ans, il attrape la grippe A et ne participe pas aux sélections nationales américaines pour les Jeux olympiques de 2014. En novembre de la même année, il remporte le bronze au 500 mètres en Coupe du monde, et se qualifie pour les Championnats du monde de 2015.
En 2016, à vingt ans, il quitte Salt Lake City pour partir s'entraîner à Séoul. En 2017, il part vivre à Heerenveen et s'entraîne avec l'équipe néerlandaise, mais continue à représenter les États-Unis en compétition. Il trouve l'entraînement néerlandais plus flexible que l'entraînement coréen, où on ne s'adapte pas aux besoins de chaque patineur.
Pendant la Coupe du monde de patinage de vitesse sur piste courte 2017-2018, il participe aux quatre manches de la saison, qui servent de qualification aux épreuves de patinage de vitesse sur piste courte aux Jeux olympiques de 2018. À la première manche de la saison, il prend la 10e place au 500 mètres. Lors de la deuxième manche, il est 7e du 1000 mètres. Il prend la cinquième place du 1000 mètres et la onzième du 500 mètres à la troisième manche,, puis à la dernière, il prend la 8e place du 1500 mètres en gagnant la finale B devant le Français Sébastien Lepape.
En coupe du monde le 13 novembre 2018, il bat le record du monde du relais masculin aux côtés de Thomas Hong, Keith Carroll et J.R. Celski, avec un temps de 6 min 29 s 052, soit presque deux secondes de moins que l'ancien record, détenu par le Canada depuis 2012,.
Aux qualifications américaines pour les Jeux olympiques de 2018, il est le deuxième à se qualifier, après J.R. Celski.
Il remporte la médaille d'argent du 1 000 mètres hommes aux Jeux olympiques de 2018.
Plus tard dans l'année, il décide de représenter la Hongrie et y déménage.
Aux Championnats du monde de patinage de vitesse sur piste courte 2021 à Dordrecht, il est médaillé d'argent en relais.  Il fait ensuite partie du relais mixte médaillé de bronze aux Jeux olympiques d'hiver de 2022 à Pékin.